# Mīān Kabūd
Mīān Kabūd (persiska: ميان کبود, Mīān Kabūd-e Qāsem) är en ort i Iran.   Den ligger i provinsen Kermanshah, i den västra delen av landet, 500 km väster om huvudstaden Teheran. Mīān Kabūd ligger 710 meter över havet och antalet invånare är 114.
Terrängen runt Mīān Kabūd är varierad. Runt Mīān Kabūd är det ganska tätbefolkat, med 155 invånare per kvadratkilometer. Närmaste större samhälle är Sarpol-e Z̄ahāb, 8,1 km väster om Mīān Kabūd. Trakten runt Mīān Kabūd består till största delen av jordbruksmark.